# Quartier Saint-Victor
Das Quartier Saint-Victor ist das 17. der 80 Quartiers (Stadtviertel) im 5. Arrondissement von Paris.

Die Stadtviertel im 5. Arrondissement

## Lage
Der Verwaltungsbezirk im 5. Arrondissement von Paris wird von folgenden Straßen begrenzt:
- Westen: Rue Fréderic Sauton, Rue de la Montagne Ste Geneviève, Rue Descartes, Rue Mouffetard bis zum Place de la Contrescarpe
- Südosten: Rue Cuvier
- Süden: vom Place de la Contrescarpe zur Rue Lacépède
- Nordosten: Quai Saint-Bernard und Quai de la Tournelle

## Namensursprung
Das Viertel wurde nach dem ehemaligen Dorf bei der Abtei St-Victor benannt.

## Geschichte
Im 1. Jahrhundert stand hier ein Amphitheater, das die Einwohner von Lutetia anzog. Der Ort wurde zunächst Ende des 3. Jahrhunderts aufgegeben, aber vom Frankenkönig Chilperich I. im Jahr 577 wieder hergerichtet und Veranstaltungen abgehalten.
Eine Urkunde der Universität Du Boulay spricht von einem Lieu-dit Les arènes devant Saint-Victor. Im 14. Jahrhundert verläuft die Enceinte de Philippe-Auguste durch den Ort. Das Viertel befindet sich heute also innerhalb dieser ehemaligen Wehrmauer; die nordwestliche Hälfte liegt auf dem ehemaligen Territorium von Alez, die südwestliche Hälfte entspricht dem Quartier du Jardin des Plantes.
Das Ufer der Seine diente als Lagerplatz (Holz) und Werftanlage. Im Innern der Enceinte de Philippe-Auguste lag das Quartier des Grands Degrés am Nordosthang des Montagne Sainte-Geneviève gegenüber der Erzdiözese. Außerhalb des Geländes gab es Gemüsegärten, die Abtei Saint-Victor und Wohnhäuser, die einen Vorort mit gleichem Namen bildeten. 1612 kam das Hôpital de la Pitié hinzu; die alten Gebäude wurden 1911 abgerissen und es entstand die Groupe hospitalier de la Pitié-Salpêtrière - Charles-Foix (Hôpital de la Salpêtrière). Die Abtei Saint-Victor wurde 1790 geschlossen und 1810 abgerissen. Später entstanden hier die Faculté des sciences de Paris (heute IPG) und die Halle aux vins de Paris (heute Campus Jussieu).

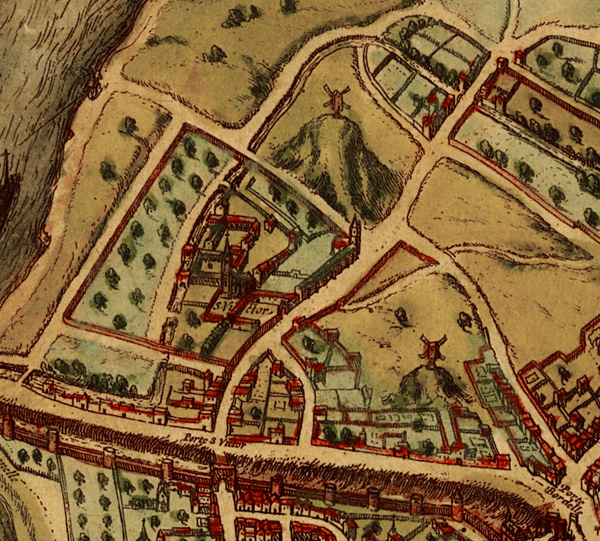
Quartier Saint-Victor, Plan von Münster (1572)
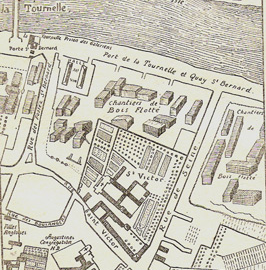
Quartier Saint-Victor, Plan von Félibien (1734)
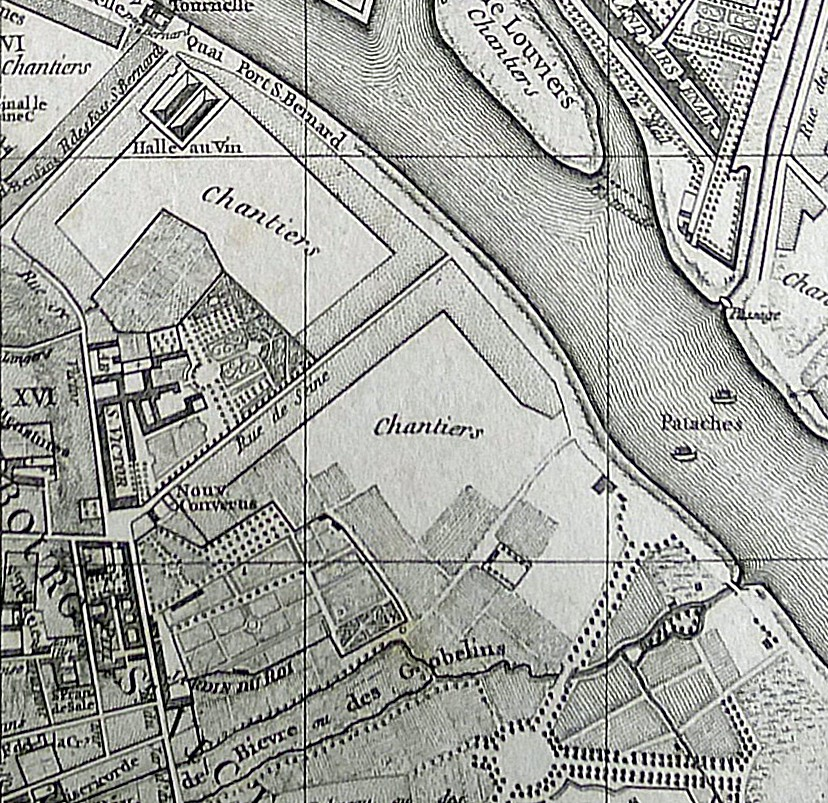
Abtei Saint-Victor, Plan von Vaugondy (1760)

## Sehenswürdigkeiten
- Arena von Lutetia
- Campus de Jussieu
- Institut du monde arabe
- Maison de la Mutualité
- Église Saint-Nicolas-du-Chardonnet
- Collège des Bernardins
- Musée de la sculpture en plein air